# Franz Čermak (Märtyrer)
Franz Čermak (* 24. Februar 1909 in Apatin, Batschka, Österreich-Ungarn; † 4. November 1943 in Bar, Montenegro) war ein banatschwäbischer römisch-katholischer Geistlicher und Märtyrer. 

## Leben
Franz Čermak hatte einen kroatischen Vater aus der Batschka und eine donauschwäbische Mutter mit Namen Huber. Er wurde vom Apatiner Pfarrer gefördert, machte in Sombor Abitur und studierte Theologie in Zagreb. Am 29. Juni 1934 wurde er dort von Koadjutor Alojzije Stepinac zum Priester geweiht. Dann ging er auf Einladung von Erzbischof Nikola Dobrečić von Bar in das montenegrinische Bar und wurde dort bischöflicher Sekretär und Katechet. Sein politisches Engagement brachte ihn ab 1941 in Opposition zu den Kommunisten. Anfang November 1943 wurde er in einen Hinterhalt gelockt und von einem Partisan erschossen.

## Gedenken
Die katholische Kirche hat Franz Čermak als Glaubenszeugen in das deutsche Martyrologium des 20. Jahrhunderts aufgenommen.